# Anote Tong
Anote Tong   (Tabuaeran, 11 de juny de 1952) és un polític i diplomàtic kiribatià, militant del partit Boutokaan Te Koaua i que fou president de Kiribati ente els anys 2003, quan succeí a Teburoro Tito, i el 2016 quan guanyà les eleccions Taneti Maamau. Durant el seu mandat, entre altres accions, treballà per conscienciar a la resta del mon del perill inminent de desaparició de Kiribati degut a la pujada del nivell del mar causada pel canvi climàtic. És fill d'un inmigrant xinès i d'una dona de les Illes Gilbert. Està casat amb una dóna de Kiribati, anomenada Meme, amb qui té 7 fills.